# Поляков, Виталий Васильевич (футболист, 1944)
Вита́лий Васи́льевич Поляко́в (род. 26 июля 1944, Москва) — советский футболист, нападающий, полузащитник.
Воспитанник ЦСКА, в команде с 1962 года. В 1964—1967 годах провёл в чемпионате 54 матча, забил пять мячей. В 1968—1969 годах играл за «Металлист» Харьков, в 1971 году был в составе «Химмашевца» Пенза.